# آلبرتو لوپو (بازیکن فوتبال)
آلبرتو لوپو (انگلیسی: Alberto Lopo؛ زادهٔ ۵ مهٔ ۱۹۸۰) یک بازیکن فوتبال اهل اسپانیا است.
از باشگاه‌هایی که در آن بازی کرده‌است می‌توان به ختافه، اسپانیول، دپورتیوو لاکرونیا و تیم ملی فوتبال کاتالونیا اشاره کرد.